# Робертс (Ајдахо)
Робертс (енгл. Roberts) град је у америчкој савезној држави Ајдахо.

## Демографија
По попису из 2010. године број становника је 580, што је 67 (-10,4%) становника мање него 2000. године.
| Група             | 2000.       | 2010.       |
| Белци             | 260 (40,2%) | 260 (44,8%) |
| Афроамериканци    | 22 (3,4%)   | 3 (0,5%)    |
| Азијати           | 2 (0,3%)    | 7 (1,2%)    |
| Хиспаноамериканци | 372 (57,5%) | 304 (52,4%) |
| Укупно            | 647         | 580         |